# Richmond (London)

Panorama der Richmond Riverside (1984–87 erbaute Häuser, Architekt Quinlan Terry)

Richmond ist seit 1965 ein Stadtteil Londons und liegt im Stadtbezirk London Borough of Richmond upon Thames im Südwesten Londons, ungefähr 13,2 Kilometer südwestlich des Stadtzentrums Londons. Zuvor gehörte die Gemeinde ab 1890 zur Municipal Borough of Richmond in Surrey. Richmond liegt an der südöstlichen Seite der Themse.

## Bevölkerung
Im Jahr 2021 hatte Richmond 21.710 Einwohner, verteilt auf 9.590 Haushalte.
| Stadtteil      | Bevölkerung | Haushalte | Fläche (in ha) |
| -------------- | ----------- | --------- | -------------- |
| North Richmond | 10.629      | 4.544     | 272            |
| South Richmond | 11.081      | 5.046     | 266            |

### Deutsche Bewohner
Die Stadt und der Stadtbezirk Richmond sind ein beliebtes Ziel für deutsche Auswanderer und Anglo-Deutsche seit dem 19. Jahrhundert. Der deutschstämmige Geschäftsmann Sir Max Waechter schenkte 1900 Glover’s Island der Gemeinde. 1971 eröffnete die Deutsche Schule London im nahegelegenen Petersham und fördert die anhaltende Beliebtheit bei deutschen Familien, die sich in London niederlassen, bis in die Gegenwart.

## Sehenswürdigkeiten

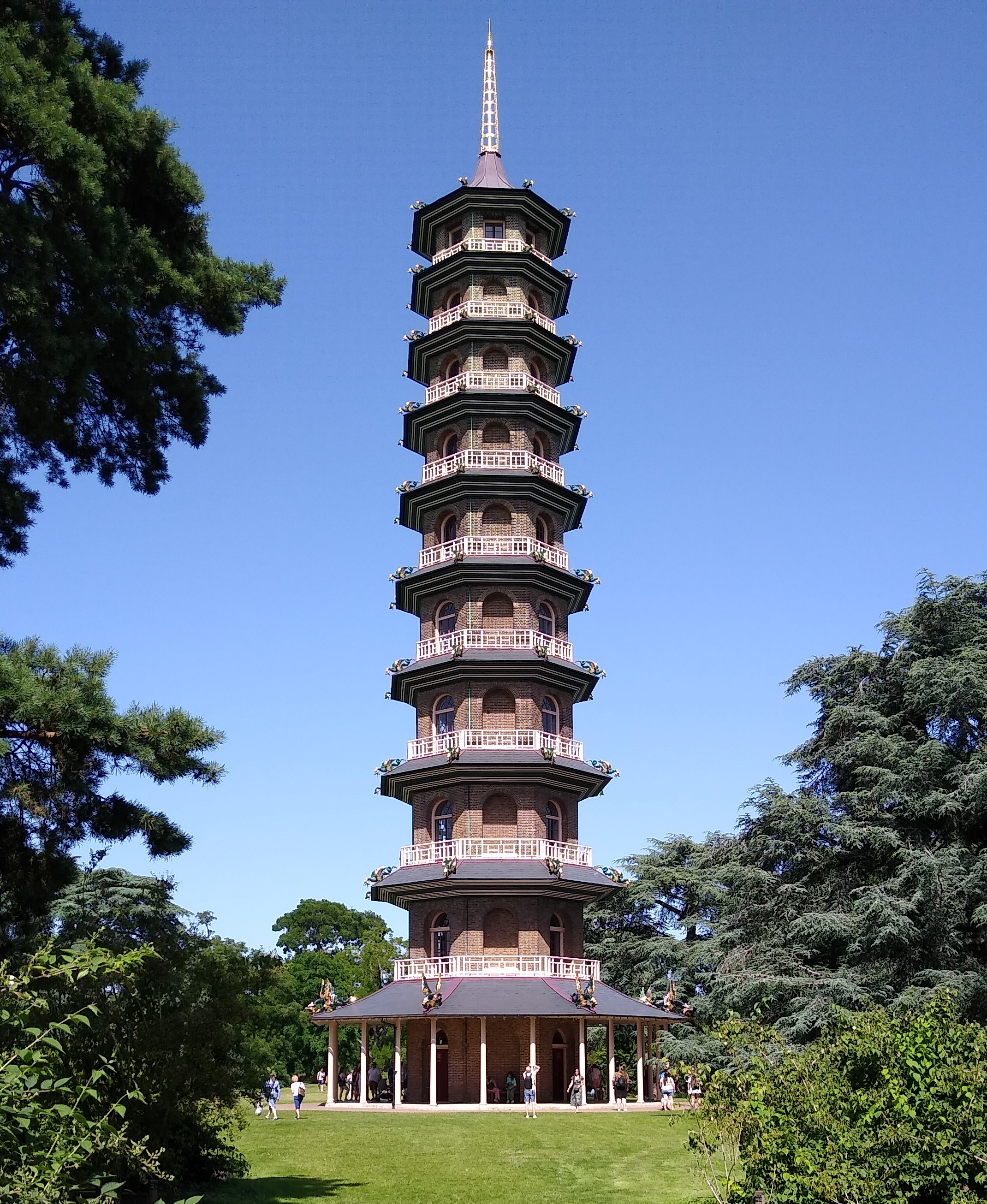
Great Pagoda in Kew Gardens

- Royal Botanic Gardens (Kew) zählen zu den größten, umfangreichsten und ältesten botanischen Gärten der Welt; eine 1762 gebaute chinesische Pagode steht noch heute.
- Richmond Riverside, ein 1984–87 gestalteter Uferbereich mit damals neu errichteten neo-georgianischen Häusern nach Entwürfen von Quinlan Terry

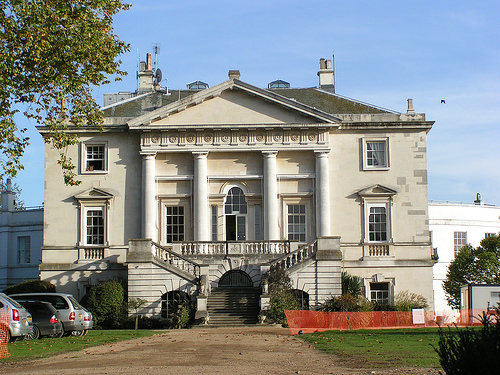
White Lodge im Richmond Park

- White Lodge, 1727 erbautes Herrenhaus, heute Sitz der Royal Ballet School
- Richmond Park, mit 10 km² der größte der königlichen Parks in London
- das Museum of Richmond

## Infrastruktur
Dreißig Prozent der Haushalte von Richmond haben kein Auto. Der Anteil liegt somit deutlich über dem Durchschnitt von 24 % des Stadtbezirks, was mit den hervorragenden Transportverbindungen der Gegend und dem hohen Anteil von Single-Haushalten laut Zensus 2001 in Verbindung gebracht werden kann. Die Hälfte der Haushalte besitzt ein Auto, was dem Durchschnitt des Stadtbezirks entspricht.

### Öffentlicher Verkehr
- Bahnhof Richmond
  - District Line nach Upminster
  - London Overground über Kew Gardens, Willesden Junction nach Stratford
  - Express- und Vorortzüge der South Western Railway nach Waterloo, Reading, Windsor, Wimbledon und Chiswick
- Bahnhof North Sheen
  - Vorortzüge der South Western Railway auf zwei Ringlinien über Hounslow bzw. Wimbledon nach Waterloo

### Straßenverkehr
Richmonds Hauptverkehrsader, die A316, verläuft zwischen Chiswick und der Autobahn M3. Sie schneidet dabei den Old Deer Park im Norden von der Stadt ab. Die vierspurige Straße, erbaut in den 1930er Jahren, trennt Richmond von Kew ab und zog den Bau der Twickenham Bridge nach sich. Acht Kilometer westlich von Richmond erweitert sich die Straße auf sechs Spuren.
Das Stadtzentrum befindet sich an der A307, welche einst die Hauptverbindung zwischen London und nordwest Surrey darstellte. Diese Straße war früher eine der Hauptstrecken nach Portsmouth, bevor sie verlegt wurde.

## Persönlichkeiten
- Henry B. Snell (1858–1943), US-amerikanischer impressionistischer Maler und Pädagoge
- Barbara Freire-Marreco (1879–1967), Anthropologin
- John Burn (1884–1958), Ruderer
- Charles John Green (1888–1974), Koch und Antarktisreisender
- Carrie Morrison (1888–1950), erste Frau, die in England als Anwältin zugelassen wurde
- Nevil Brownjohn (1897–1973), General der British Army
- Charles Lloyd (1927–1995), Ruderer
- Fiona Gammond (* 1992), Ruderin